# 와게닝엔
와게닝엔(네덜란드어: Wageningen)은 수리남의 도시이다.인구는 6,000명이다.